# Vince Vaughn
Pour les articles homonymes, voir Vaughn.
Vince Vaughn est un acteur, humoriste, producteur et scénariste américain, né le 28 mars 1970 à Minneapolis (Minnesota).

## Biographie

### Jeunesse & formation
Vincent Anthony Vaughn passe son enfance dans le Minnesota. Son père est vendeur et sa mère courtière, mais avec sa sœur il est souvent confié à ses grands-parents. Sa mère est originaire d'Hamilton, au Canada. Il a aussi des ancêtres italiens, irlandais, anglais, libanais et allemands.
À la suite d'un accident de voiture, il est amputé d'une partie de son pouce droit.
Après son baccalauréat, il suit des cours de théâtre à Chicago.

### Carrière
En 1989, il se fait remarquer dans une publicité pour les voitures Chevrolet. Il décide alors de partir pour Los Angeles où il décroche quelques petits rôles dans des séries comme 21 Jump Street, China Beach ou encore dans des téléfilms. Ce n'est qu'à partir de 1996 avec le film Swingers qu'il se fait remarquer, ce qui lui permet de tourner dans Le Monde perdu : Jurassic Park, de Steven Spielberg et  d'obtenir des rôles de premier plan comme dans Psycho, remake du film d'Hitchcock, Loin du paradis, remake de Force majeure, de Pierre Jolivet, puis il joue dans les thrillers The Cell et L'Intrus.
Sa carrière prend un tournant lorsqu'il apparaît dans des films de comédie labellisés Frat Pack, notamment pour des rôles secondaires comme dans Starsky et Hutch ou pour des rôles principaux, voire d'importance comme dans Retour à la fac, Dodgeball ! Même pas mal !, Serial noceurs. Il participe aussi à des comédies, comme Tout... sauf en famille et Thérapie de couples, et retourne un temps dans le genre dramatique avec Into the Wild, de Sean Penn.
Il intègre le groupe Frat Pack, comprenant les acteurs comiques hollywoodiens du moment, comme Ben Stiller, Will Ferrell, Jack Black, Steve Carell et les frères Owen et Luke Wilson.
En septembre 2014, il obtient l'un des rôles principaux dans la série télévisée True Detective aux côtés de Colin Farrell.
En août 2024, il se voit décerner une étoile sur le Hollywood Walk of Fame.

### Vie privée
Il se marie le 2 janvier 2010 avec Kyla Weber, une Canadienne qu'il fréquente depuis quelques mois. Le couple vit à Chicago et a deux enfants: Locklyn Kyla, née le 18 décembre 2010 et Vernon Lindsay, né le 7 août 2013.

## Filmographie

### Cinéma

#### Années 1990
- 1991 : For the Boys de Mark Rydell : un soldat dans la foule
- 1993 : Rudy de David Anspaugh : Jamie O'Hara
- 1994 : At Risk (en) d'Elana Krausz : Max
- 1996 : Swingers de Doug Liman : Trent
- 1996 : Just Your Luck de Gary Auerbach : Barry[5]
- 1997 : Le Monde perdu : Jurassic Park (The Lost World : Jurassic Park) de Steven Spielberg : Nick Van Owen
- 1997 : Kansas Blues (The Locusts) de John Patrick Kelley : Clay
- 1998 : Pas facile d'être papa (A Cool, Dry Place) de John N. Smith : Russell Durrell
- 1998 : Loin du paradis (Return to Paradise) de Joseph Ruben : John « Shérif » Volgecherev
- 1998 : Clay Pigeons de David Dobkin : Lester Long
- 1998 : Psycho de Gus Van Sant : Norman Bates

#### Années 2000
- 2000 : South of Heaven, West of Hell de Dwight Yoakam : Taylor Henry
- 2000 : The Cell de Tarsem Singh : Peter Novak
- 2000 : Coup monté (The Prime Gig) de Gregory Mosher : Pendelton « Penny » Wise
- 2001 : Made de Jon Favreau : Ricky
- 2001 : Zoolander de Ben Stiller : Luke Zoolander
- 2001 : L'Intrus (Domestic Disturbance) de Harold Becker : Rick Barnes
- 2002 : Dust: An Extraordinary Correspondance d'Andrew Calder : rôle inconnu
- 2003 : Retour à la fac (Back to School) de Todd Phillips : Bernard « Beanie » Campbell
- 2003 : I Love Your Work d'Adam Goldberg : Stiev
- 2003 : Blackball de Mel Smith : Rick Schwartz
- 2004 : Starsky et Hutch de Todd Phillips : Reese Feldman
- 2004 : Dodgeball ! Même pas mal ! (Dodgeball: A True Underdog Story) de Rawson Marshall Thurber : Peter La Fleur
- 2004 : Présentateur vedette : La Légende de Ron Burgundy (Anchorman: The Legend of Ron Burgundy) d'Adam McKay : Wes Mantooth
- 2004 : Paparazzi : Objectif chasse à l'homme : lui-même
- 2004 : Wake Up, Ron Burgundy: The Lost Movie d'Adam McKay : Wes Mantooth[5]
- 2005 : Âge difficile obscur (Thumbstucker) de Mike Mills : M. Geary
- 2005 : Be Cool de F. Gary Gray : Raji
- 2005 : Mr. et Mrs. Smith de Doug Liman : Eddie
- 2005 : Serial noceurs (Wedding Crashers) de David Dobkin : Jeremy Gray
- 2006 : La Rupture (The Break-Up) de Peyton Reed : Gary Grobowski
- 2007 : Into the Wild de Sean Penn : Wayne Westerberg
- 2007 : Frère Noël (Fred Claus) de David Dobkin : Fred Claus
- 2008 : Tout... sauf en famille (Four Christmases) de Seth Gordon : Brad
- 2009 : Thérapie de couples (Couples Retreat) de Peter Billingsley : Dave

#### Années 2010
- 2011 : Le Dilemme de Ron Howard : Ronny Valentine
- 2012 : Voisins du troisième type de Akiva Schaffer : Bob
- 2012 : Lady Vegas : Les Mémoires d'une joueuse (Lay the Favorite) de Stephen Frears : Rosie
- 2013 : Les Stagiaires (The Internship) de Shawn Levy : Billy McMahon
- 2013 : Tout pour lui plaire de Kat Coiro : Alan
- 2013 : Delivery Man de Ken Scott : David Wozniak
- 2013 : Légendes vivantes (Anchorman 2: The Legend Continues) d'Adam McKay : Wes Mantooth
- 2015 : Jet Lag de Ken Scott : Dan Trunkman
- 2016 : En cavale (Term Life) de Peter Billingsley : Nick Barrow
- 2016 : Tu ne tueras point (Hacksaw Ridge) de Mel Gibson : sergent Howell
- 2017 : Section 99 (Brawl in Cell Block 99) de S. Craig Zahler : Bradley Thomas
- 2018 : Traîné sur le bitume (Dragged Across Concrete) de S. Craig Zahler : Anthony Lurasetti
- 2019 : Une famille sur le ring (Fighting with My Family) de Stephen Merchant : Hutch Morgan
- 2019 : Seberg de Benedict Andrews (en) : Carl Kowalski

#### Années 2020
- 2020 : Arkansas de Clark Duke : Frog
- 2020 : Freaky de Christopher Landon : « le Boucher »
- 2024 : Blue et Compagnie (IF) de John Krasinski (voix)
- 2025 : Nonnas (en) de Stephen Chbosky : Joe Scaravella
- Prévu en 2025 : Easy's Waltz de Nic Pizzolatto

### Télévision

#### Téléfilm
- 2000 : Sex and the Matrix de Joel Gallen : le lapin blanc

#### Séries télévisées
- 1989 : China Beach : Motor Pool Driver (1 épisode)
- 1989 : 21 Jump Street : Bill Peterson (1 épisode)
- 1990 : CBS Schoolbreak Special : Steve Guarino / Richard (3 épisodes, 1990-1991)
- 1990 : ABC Afterschool Special : Jason (1 épisode)
- 1992 : Docteur Doogie (Doogie Howser, M.D.) : Mark (1 épisode)
- 1998 : Mr. Show with Bob and David : Sheep Dog (1 épisode)
- 1998 : Hercules : Loki (voix) (1 épisode)
- 2000 : Sex and the City : Keith Travers (1 épisode)
- 2001 : On the Road Again (Going to California) : Gavin Toe (1 épisode)
- 2015 : True Detective : Frank Semyon
- Depuis 2020 : Larry et son nombril (Curb Your Enthusiasm) : Freddy Funkhouser (8 épisodes)
- 2024 : Bad Monkey : Andrew Yancy

## Voix francophones
En France, Bernard Gabay a été la première voix française régulière de Vince Vaughn. Depuis, Bruno Dubernat, Jean-Philippe Puymartin et Stéphane Bazin l'ont également doublé respectivement à six, pour le premier, à cinq pour le deuxième et à trois reprises pour le dernier.
Au Québec, Daniel Picard est la voix québécoise régulière de l'acteur. François L'Écuyer l'a également doublé à six reprises.